# Sarsicytheridea macrolaminata
Sarsicytheridea macrolaminata is een mosselkreeftjessoort uit de familie van de Cytherideidae. De wetenschappelijke naam van de soort is voor het eerst geldig gepubliceerd in 1939 door Elofson.